# Junior Miss
Pour plus de détails, voir Fiche technique et Distribution.
Junior Miss est un film américain en noir et blanc réalisé par George Seaton, sorti en 1945.

## Synopsis
Les sœurs Judy et Lois Graves, treize et seize ans, vivent dans un petit appartement à New York avec leur mère et leur père, Harry un avocat, et Grace, une femme au foyer. Fuffy Adams, l'amie tout aussi énergique de Judy, leur rend fréquemment visite, et les deux filles ont leurs propres idées sur les relations des adultes qui les entourent. Elles utilisent souvent des intrigues de films pour interpréter la réalité qui les entoure.
Une nuit, juste avant Noël, Judy apprend que sa mère a un frère, l'oncle Willis, absent depuis des années. Elle est très intriguée par cette nouvelle et imagine rapidement une histoire sur ce bel homme dans laquelle la prison devient la raison de son absence. En réalité, l'oncle Willis est un alcoolique en voie de guérison, qui a passé les quatre dernières années à se battre en cure de désintoxication.
Plus tard dans la soirée, Judy rencontre Fuffy, qui amène un beau garçon nommé Haskell Cummings. L'apparition du jeune garçon la distrait de ses fantasmes sur son oncle. Haskell est censé être l'escorte de Judy au prochain bal de l'école. De retour à l'appartement, le patron de Harry, J. B. Curtis, lui rend visite et amène sa jolie fille, Ellen, qui est aussi sa secrétaire. Laissant libre cours à son imagination, Judy croit que Curtis s'est entiché de sa secrétaire et raconte à son amie Fuffy qu'ils ont une relation amoureuse.
Le lendemain, l'oncle Willis, beau et robuste, fait une visite surprise, et Judy a l'idée qu'il serait le partenaire idéal pour Ellen. Juste après le jour de Noël, Judy organise secrètement leur rencontre par hasard à la patinoire du Rockefeller Center et Willis et Ellen sympathisent et deviennent un couple. Le patron de Harry est cependant inquiet, car Ellen est constamment absente du bureau, s'éclipsant pour rencontrer Willis. Ellen ne parle pas de Willis à son père, mais un jour, Judy ne peut plus garder le secret et, le jour de l'an, elle révèle à Curtis qu'Ellen fréquente Willis, son oncle ex-détenu. Curtis est inquiet et furieux. Il réprimande Harry et Grace pour avoir laissé la relation s'installer et perdurer, et ils confrontent à leur tour Judy. Willis et Ellen arrivent au milieu de la dispute, annonçant qu'ils se sont mariés. Curtis renvoie Harry lorsqu'il prend la défense de Willis et de sa famille.
La famille décide que Grace et les enfants doivent vivre avec sa mère jusqu'à ce que Harry trouve un autre emploi. Ils proposent également aux jeunes mariés de venir vivre avec eux jusqu'à ce qu'ils puissent se débrouiller seuls. Curtis fait une visite inopinée à la recherche de sa fille, et Ellen et Willis sont cachés pour le moment. Comme c'est le soir du bal de l'école de Judy, Haskell arrive pour récupérer Judy. Il est annoncé et lorsque Curtis entend le nom, il croit que c'est Haskell Cummings Sr, l'homme d'affaires, qui est arrivé pour parler à Harry. Croyant qu'Harry monte son propre cabinet et qu'il a trouvé l'influent Cummings comme client, il propose rapidement de réembaucher Harry au cabinet d'avocats, en tant qu'associé. Et il est prêt à engager Willis aussi. Comprenant que Curtis se trompe, Harry accepte rapidement l'offre. Ellen se réconcilie avec son père et Curtis est à son tour surpris de voir le jeune Haskell entrer dans l'appartement. Puis Judy apparaît, belle et féminine, vêtue de sa robe de bal, et elle et Haskell laissent les fiers adultes pour le bal.

## Fiche technique
- Titre : Junior Miss
- Réalisation : George Seaton
- Scénario : George Seaton, d'après la pièce éponyme de Joseph Fields et Jerome Chodorov, adaptée du roman de Sally Benson, Junior Miss (en) (1941)
- Chef opérateur : Charles G. Clarke
- Musique : David Buttolph
- Décors : Ernest Lansing, Thomas Little
- Costumes : Bonnie Cashin
- Production : William Perlberg
- Société de production : 20th Century Fox
- Société de distribution : 20th Century Fox
- Pays de production :  États-Unis
- Langue originale : anglais américain
- Format : noir et blanc — 35 mm — 1.37:1 — son : mono (Western Electric Recording)
- Genre : comédie
- Durée : 94 min
- Dates de sortie :
  - États-Unis : 16 juin 1945
  - France : 5 mars 1948

## Distribution
- Peggy Ann Garner : Judy Graves
- Stephen Dunne : Oncle Willis Reynolds
- Allyn Joslyn : Harry Graves
- Faye Marlowe : Ellen Curtis
- Mona Freeman : Lois Graves
- Sylvia Field : Mrs Graves
- Barbara Whiting : Fuffy Adams
- Stanley Prager : Joe
- John Alexander : J. B. Curtis
- Connie Gilchrist : Hilda
- Scotty Beckett : Haskell Cummings Jr.
- Alan Edwards : Haskell Cummings Sr.
- Dorothy Christy : Mrs Cummings
- William Frambes : Merrill Feuerbach
- Ray Klinge : Donald Parker
- Mickey Titus : Tommy Arbuckle
- Mel Tormé : Sterling Brown
- Eddy Hudson : Albert Kunody
- William Henderson : Barlow Adams
- Howard Negley : le docteur
- Ruby Dandridge : Rheba